# Evangelisch-Lutherisches Dekanat Rügheim
Das Evangelisch-Lutherische Dekanat Rügheim ist eines der 15 Dekanate des Kirchenkreises Bayreuth. Im Dekanat werden 22.500 Gemeindeglieder betreut. Seit Oktober 2022 amtiert Anne Salzbrenner als Dekanin.

## Geografie
Der Dekanatsbezirk ist landschaftlich von den Haßbergen geprägt. Politisch liegen die Kirchengemeinden im Landkreis Haßberge außer Wetzhausen, Mailes und Oblauringen, die seit der Gebietsreform dem Landkreis Schweinfurt angehören.

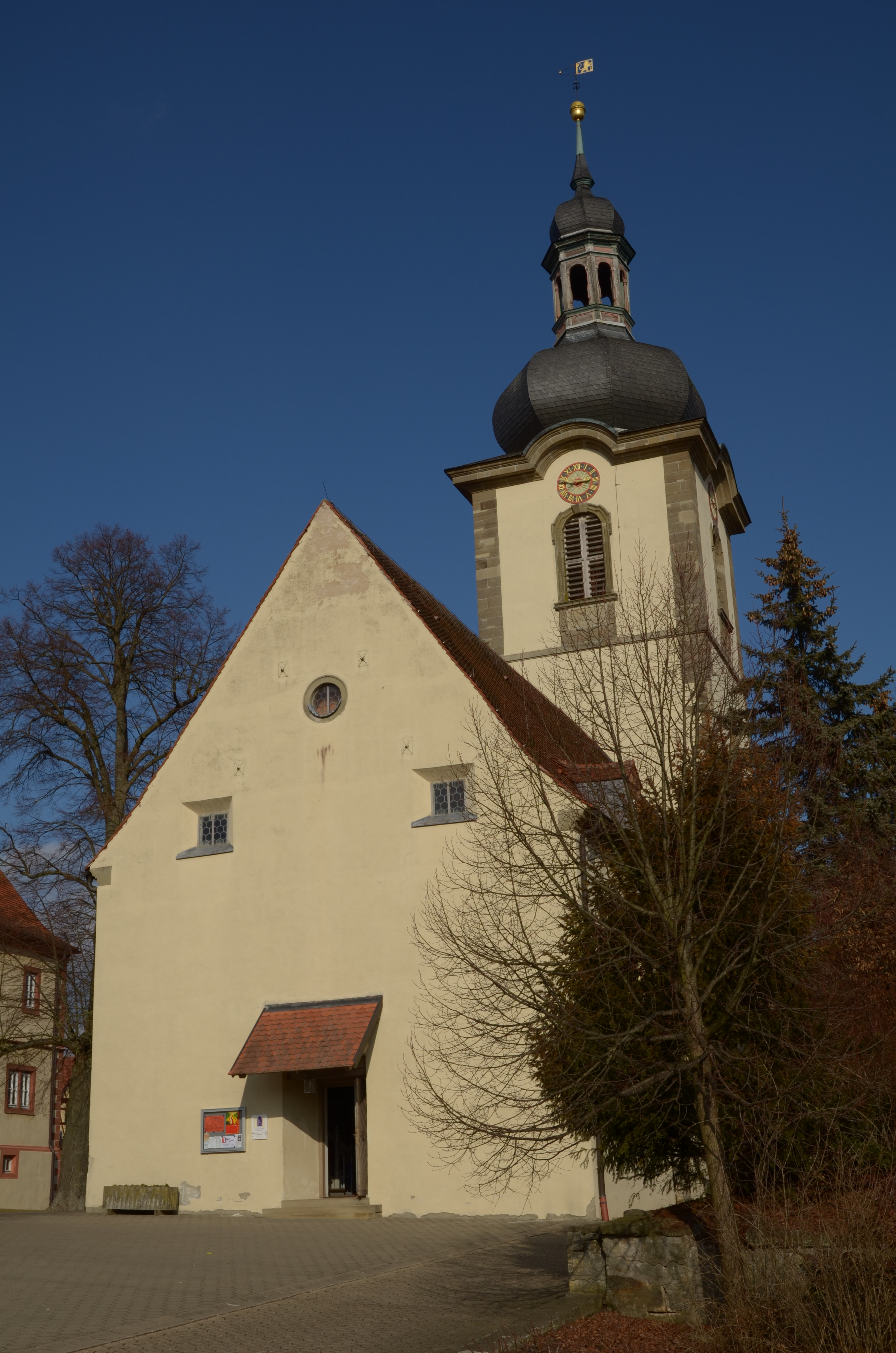
Pfarrkirche in Rügheim

## Geschichte

### Pfarreien und Gemeinden
Das Grabfeld und der Haßgau gehörten schon früh zum Sprengel des 741 gegründeten Bistums Würzburg. Die frühe kirchliche Organisation fand über Urpfarreien statt. Die älteste Pfarrei scheint Hofheim (Patrozinium: Johannes der Täufer) zu sein. Vor 1105 wird hiervon Schweinshaupten als adelige Patronatspfarrei abgetrennt. 1047 hat Friesenhausen auch bereits eine eigene Pfarrei. Die zweite große Urpfarrei in den Haßbergen war Pfarrweisach. Ermershausen wird 1300, Birkach 1348, Burgpreppach 1383 selbständig. Ein weiterer kirchlicher Mittelpunkt war die Urpfarrei Rügheim (Patrozinium: Maria), deren Sprengel sich etwa mit der hennebergischen Zent Königsberg deckte. Der Sprengel von Rügheim zerfällt nach und nach als Fuldaer Grundbesitz im Nassachtal an Klöster und Adelige veräußert wird. 1363 wird in Königsberg ein Augustinerkloster gegründet und übernimmt die Seelsorge von Hellingen, Römershofen, Unter- und Oberhohenried und Sylbach. Goßmannsdorf löst sich 1353, Unfinden 1394, Humprechtshausen, Kleinsteinach, Kleinmünster, Mechenried 1407 und Holzhausen 1420 von Rügheim. Im oberen Nassachtal lag die Urpfarrei Wettringen. Sehr früh, d. h. wahrscheinlich im 12. Jh. konnte sich Altenmünster lösen. Wetzhausen wurde 1407, Aidhausen 1453. Mailes und Nassach spätestens 1465 und Happertshausen 1498 selbständige Pfarreien.
Fast alle Pfarreien und Gemeinden im Dekanatsbezirk haben eine lange evangelische Tradition seit der Reformationszeit. Die damaligen Herrschaftsträger waren die Luther zugeneigten Wettiner, die katholischen Hochstifte Bamberg und Würzburg sowie überwiegend der Reformation zugewandte freie Reichsritterschaft des Landes Franken, die im Kanton Baunach organisiert war. 1400 fiel das Amt Königsberg an den Landgrafen Balthasar von Thüringen aus dem Haus Wettin. Es bildete vom Stammland der Pflege Coburg getrennte eine Exklave von der wiederum Erlsdorf und später Nassach abgesprengte Teile darstellten. In allen Amtsortschaften hat sich früh, d. h. zwischen 1523 und 1525 die Reformation durchgesetzt. Königsberg war seit 1523 Luther zugewandt. Im Jahr 1525 wurden die Pfarreien Rügheim, Holzhausen, Unfinden, Hellingen und Unterhohenried der Superintendentur Königsberg unterstellt und aus der Diözese Würzburg herausgelöst. Die Superintendentur Königsberg selbst wurden der Generalsuperintendentur Coburg untergeordnet. Der letzte Abt des Augustinerklosters in Königsberg wird nach Auflösung des Klosters 1526 erster evangelischer Pfarrer in Rügheim. Im gesamten Kurfürstentum Sachsen wurde Luthers Lehre 1528 zur Landesreligion bestimmt. Das Amt Königsberg wurde vor dem Dreißigjährigen Krieg durch Zukäufe beträchtlich erweitert. 1614 wurden Güter in Hellingen, Unfinden, Altershausen und Köslau erworben. 1618 wurden das Rittergut Dörflis und Kottenbrunn erworben. Zwischen Würzburg, Sachsen und der Ritterschaft kam es jahrzehntelang, gerade in der Zeit der Gegenreformation zur Rechtsstreitigkeiten, die nach langen Verhandlungen zu einer grundlegenden Neuregelung der Rechte auf allen Ebenen 1696 im Haßfurter Rezess erfuhren und zu einem Kondominat führten. Betroffen hiervon waren die elf Ganerbendörfer Altershausen, Hellingen, Holzhausen, Junkersdorf, Kleinmünster, Oberhohenried, Römershofen, Rügheim, Sylbach, Uchenhofen und Unfinden. In Unterhohenried blieb nach erfolgreicher Gegenreformation 1558 nur noch die Kirche evangelisch, das Pfarramt wurde nach Oberhohenried verlegt. Die sächsische Exklave Nassach war ab 1450 eine eigene Pfarrei befand sich bis zur Auflösung des Klosters Sonnefeld im Zuge der Reformation 1525 in dessen Besitz. Südlich des Maines hatte Sachsen Rechte in den Orten Eschenau und Westheim, in denen der sächsische Bevölkerungsanteil um 1530 evangelisch wurde.
Ab 1745 wurden den Reichsrittern in den Ganerbenorten auch Rechte in kirchlichen und grundherrlichen Fragen zugestanden.
Im Ritterkanton Baunach wurde 1563 offiziell die Reformation eingeführt. Den stärksten Einfluss auf die Geschicke des Ritterkantons hatten die Geschlechter der Truchseß von Wetzhausen und der Fuchs von Bimbach.
Die Stammherrschaft der Truchseß war Wetzhausen und Mailes, wo sie seit dem 15. Jh. auch die Hochgerichtsbarkeit besaßen. Später erwarben sie den alten ritterschaftlichen Ort Oberlauringen und Altenmünster (Gegenreformation 1600) aus ursprünglichem Besitz des Deutschen Ordens. Mit der Ortschaft Manau war die Bettenburger Linie bis ins 19. Jh. von Bamberg und Sachsen belehnt. In Bundorf wurden die Truchseß spätestens 1443 bis 1769 von Würzburg belehnt und hatten das Erbförsteramt am großen Haßberg in dieser Zeit inne. Die Mehrzahl der Untertanen in Bundorf waren allerdings Würzburgisch und somit katholisch. Für qualifizierte ev. Hausandachten diente die Schlosskapelle. Zu den Ganerbenorten im Kondominat Königsberg zählte auch Lendershausen, das 1799 aus der Pfarrei Hofheim gelöst wurde. Unter dem Schutz der Truchseß blieb das evangelische Leben in Altenmünster, Lendershausen und Jesserndorf bestehen. In dem Würzburger Ganerbenort Aidenhausen wurde 1750 für den evangelisch gesinnten Bevölkerungsteil eine neue Pfarrei errichtet und die Kirche von Friesenhausen zugewiesen.
Die Fuchs übernahmen 1340 die Herrschaft über Burgpreppach, 1408 über Schweinshaupten, das 1608 evangelisch wurde. Im 16. Jh. waren sie in den Haßbergen der größte Grundbesitzer mit Gütern u. a. in Birkach, Ditterswind, Lendershausen.
Die Hutten aus Arnstein hatten ab 1520 mit Birkenfeld und Ermershausen einen Stammsitz mit eigenem Halsgericht aufgebaut. Um 1550 wurde die Reformation eingeführt. In Ueschersdorf wurde Ende das 16. Jh. die Reformation eingeführt und eine Pfarrei errichtet. Nach der Gegenreformation 1630 hielt sich die Gemeinde nach Manau und Walchenfeld.
Die Besitzungen der Rotenhan konzentrieren sich im Baunachtal um Eyrichshof, Fischbach und Rentweinsdorf. 1533 wurde in Eyrichshof ein evangelischer Prädikant eingesetzt und somit quasi eine Pfarrei errichtet. Ebenfalls 1533 wird Rentweinsdorf als Pfarrei mit der Filiale Salmsdorf von Ebern getrennt und evangelisch. Da es neben den Rotenhan in Salmsdorf noch andere Grundherren gab, dauerte es bis 1612, bis alle Einwohner zu evangelischen Glauben übergetreten waren. 1597 wurde die Kirche zur Heiligen Dreifaltigkeit in Rentweinsdorf erbaut. In Fischbach wurde 1601 eine ev. (Schloss-)Pfarrei gegründet und 1653 Filiale von Eyrichshof. Die im 18. Jh. in den Grafenstand erhobene Merzbacher Linie der Rotenhan führte um 1540 in Untermerzbach und Obermerzbach die Reformation ein. 1678 wurde ein Simultaneum eingeführt, nachdem die Patronatsherren 1670 zu alten Glauben zurückkehrten. Die Obermerzbacher Kirche stammt aus dem 11. oder 12. Jh. und ist die älteste des Dekanats.
Die Stein vom Altenstein hatten Besitzungen rund um Altenstein. Hafenpreppach wurde um 1530 evangelisch und Pfarrei, da die Mutterpfarrei Seßlach katholisch blieb. Altenstein wurde 1552 evangelisch, Maroldsweisach folgte 1555 als eigene Pfarrei. In Junkersdorf bei Ebern missglückte 1629 die Gegenreformation. Die Evangelischen wurden von Altenstein aus betreut, dessen Filiale es 1828 wurde. Eckartshausen gehörte ebenfalls zum Besitzkomplex derer von Altenstein und wurde evangelisch.
Eichelsdorf wurde 1570 zur ev. Pfarrei erhoben, da Hofheim katholisch blieb. Das Kirchenpatronat blieb wie in Lendershausen bei Würzburg.
Im Ort Memmelsdorf lag die Landeshoheit zur Reformationszeit bei einer Ganerbschaft unter der Führung der v. Lichtenstein auf Geiersberg. 1524 führten sie die Reformation ein.

### Dekanat
1809 wurde in Rügheim eine Würzburger Inspektion mit den Pfarreien Birkenfeld, Ditterswind, Ermershausen, Holzhausen, Manau, Rügheim, Schweinshaupten, Unfinden, Oberhohenried und Walchenfeld errichtet. Seit 19. Juni 1814 wurde die Inspektion bayerisch. Seit dem 1. Dezember 1820 ist Rügheim ein bayerisches Dekanat. Danach kamen Pfarreien von Nachbardekanaten hinzu (ein größerer Teil 1827 aus dem aufgelösten Dekanat Wetzhausen) oder wurden abgegeben. Die letzte große Veränderung fand im Jahr 1975 statt, als das Dekanat Ebern mit Rügheim zusammengelegt wurde.

## Kirchengemeinden
Zum Dekanatsbezirk Rügheim gehören folgende 23 Pfarreien, deren 40 Kirchengemeinden und Kirchengebäude:
| - Altenstein - Altenstein, ev. Kirche - Hafenpreppach, ev. Kirche - Junkersdorf an der Weisach, Evangelische Kirche - Burgpreppach - Burgpreppach, ev. Kirche - Birkach, ev. Kapelle - Ditterswind - Ditterswind, St. Nikolaus - Ueschersdorf, St. Michael - Dörflis - Dörflis, St. Burkhard - Köslau, St. Burkhard - Ebern - Ebern, Christuskirche (1958) - Jesserndorf, ev. Kirche - Ermershausen - Ermershausen, St. Peter - Birkenfeld, St. Erhard - Eyrichshof - Eyrichshof, St. Bartholomäus - Fischbach, Schlosskirche - Lichtenstein, Zum Ewigen Licht (1729) - Friesenhausen - Friesenhausen, St. Georg - Aidhausen, ev. Kirche - Nassach, ev. Kirche (Turm 1494, Langhaus 1807) - Haßfurt - Haßfurt, Christuskirche - Obertheres, Schlosskapelle - Hellingen - Hellingen, St. Georg - Altershausen, St. Moritz - Junkersdorf, St. Veit - Hofheim-Lendershausen-Eichelsdorf - Lendershausen, St. Laurentius (1809) - Hofheim in Unterfranken, Christuskirche - Eichelsdorf, St. Anna (1608) | - Holzhausen - Holzhausen, Heilig-Kreuz-Kirche - Uchenhofen, St. Martin - Königsberg in Bayern - Königsberg in Bayern, Stadtpfarrkirche Marienkirche und Friedhofkirche St. Burkhard - Unfinden, St. Bonifatius - Maroldsweisach - Maroldsweisach, ev. Pfarrkirche - Eckartshausen, ev. Kirche - Oberhohenried - Unterhohenried, St. Michael - Römershofen, ev. Kirche - Oberlauringen - Oberlauringen, Heiligkreuzkirche - Rentweinsdorf - Rentweinsdorf, Kirche zur Heiligen Dreifaltigkeit - Salmsdorf, St. Martin (1708) - Rügheim - Rügheim, ev. Kirche - Kleinmünster, St. Salvator - Schweinshaupten - Schweinshaupten, ev. Kirche - Bundorf, Schlosskapelle - Manau, ev. Kirche - Untermerzbach - Untermerzbach, ev. Simultankirche (1707) - Obermerzbach, St. Michael (11./12. Jh.) - Memmelsdorf in Unterfranken, St. Bartholomäus (1721) - Buch, ev. Kapelle - Westheim - Westheim, St. Jakob - Eschenau, ev. Kirche - Wetzhausen - Wetzhausen, St. Martin - Mailes, St. Lukas - Altenmünster, Christuskirche - Zeil am Main - Zeil am Main, ev. Kirche |